# سياسة الأرجنتين

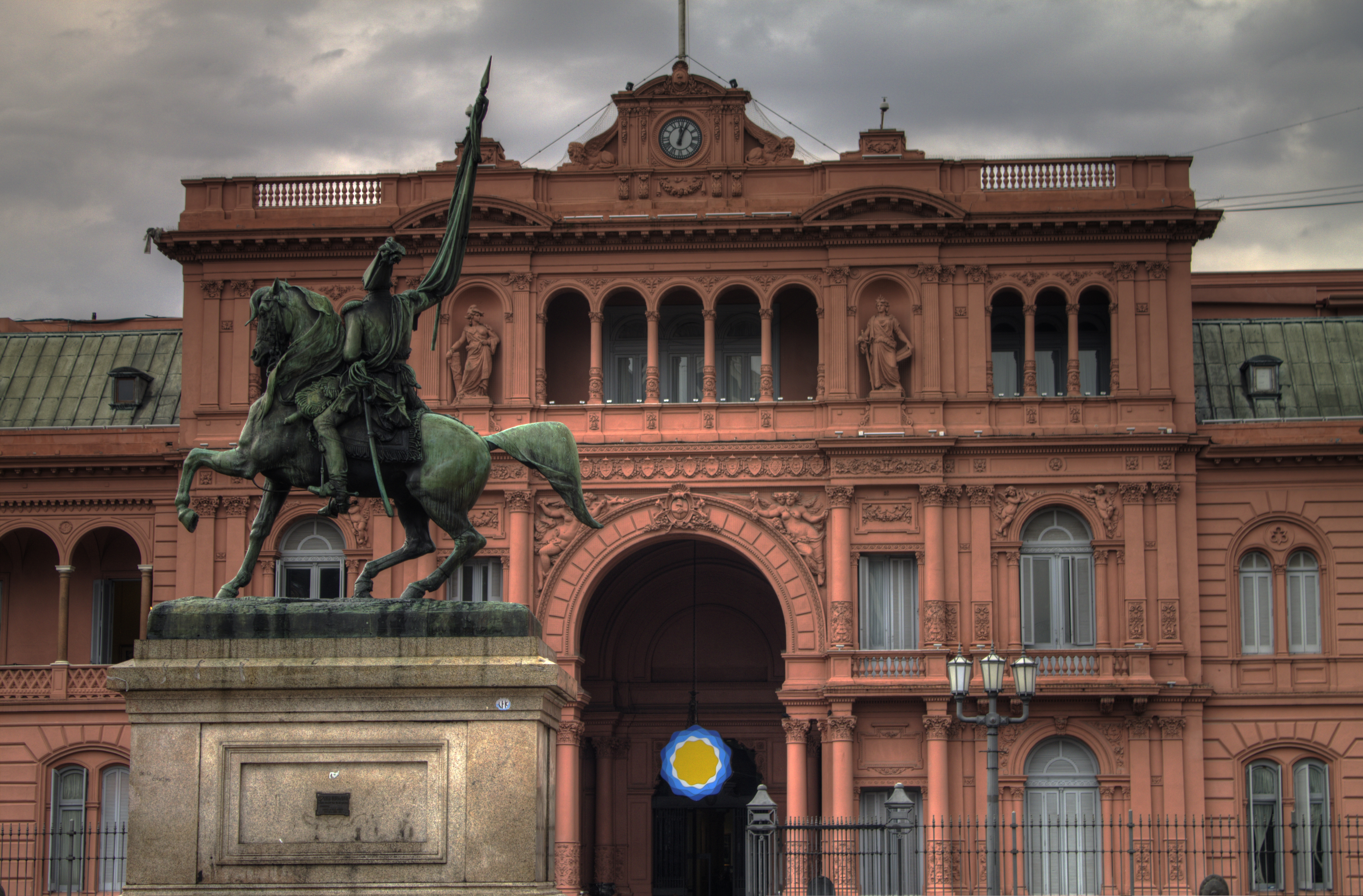
هذه صورة نصب تذكاري أرجنتيني

تجري سياسة الأرجنتين ضمن كيان سياسي يعرّفه الدستور بأنه جمهورية فيدرالية اتحادية ذات نظام رئاسي وديمقراطية تمثيلية، إذ يضطلع رئيس الأرجنتين بمهام رئيس الدولة ورئيس الحكومة في الوقت نفسه. تتركز السلطة التشريعية في مجلسي الكونغرس الوطني الأرجنتيني. تتمتع السلطة القضائية بالاستقلال التام عن السلطتين التنفيذية والتشريعية. تجري الانتخابات بصورة منتظمة ضمن نظام سياسي متعدد الأحزاب.

## الحكومة الوطنية
يقوم هيكل الحكومة الأرجنتينية على ديمقراطية تضم السُلطات الثلاث:

### السلطة التنفيذية
الرئيس الأرجنتيني هو رئيس الدولة ورئيس الحكومة.

### السلطة التشريعية
تتمثل الهيئة التشريعية في الأرجنتين بكونغرس ثنائي التمثيل يضم مجلس الشيوخ (72 مقعدًا)، يرأسه نائب الرئيس، ومجلس النواب (257 مقعدًا). يُنتخب نواب المجلس لمدة أربع سنوات، بينما يعمل أعضاء مجلس الشيوخ لست سنوات.

### السلطة القضائية
تشمل السلطة القضائية القضاة الفيدراليين من ذوي الصلاحيات المتنوعة، ومحكمة عليا بعضوية 5 قضاة يُعينهم الرئيس بعد موافقة مجلس الشيوخ، والذين يُمكن للكونغرس عزلهم.

## حكومات المحافظات والبلديات
تتكون الأرجنتين من 23 محافظة، تعادل الولايات إداريًا، ومقاطعة واحدة ذاتية الحكم، داخل محافظة بوينس آيرس. نظرًا لطبيعة الحكومة الفيدرالية، تحظى كل محافظة بدستورها وسلطاتها الخاصة. تنقسم كل محافظة ما عدا محافظة بوينس آيرس، إلى إدارات أو مقاطعات، والتي بدورها تتألف من بلديات.
تختلف محافظة بوينس آيرس إداريًا عن غيرها كونها مقسمة إلى 134 مقاطعة تُسمى دوائر لا بلديات.

## تاريخ
يعود تاريخ أول حكومة أرجنتينية مستقلة عن التاج الإسباني إلى ثورة مايو 1810، إذ استقلت جمعية «بريميرا خونتا» للأرجنتينيين بالسلطة. كان من الصعوبة بمكان حينها تحديد الشكل الأمثل من الحكومة، وكان الأصعب من ذلك ترسيخ أركان الجمهورية الوليدة، لذلك لجأت الأرجنتين إلى تجربة أشكال مختلفة من الهيئات الحكومية مثل المجالس العسكرية والثلاثية.
في 9 يوليو 1816، صدقت نصف المحافظات الأرجنتينية على إعلان الاستقلال.
لم تكن بدايات تأسيس الدولة الأرجنتينية شيئًا سهلًا، إذ رفض العديد من المحافظات الاحتكام إلى حكومة مركزية أو توقيع الدستور الأول في العام 1826. في العام 1853، وبعد سنوات من نظام السلطة المركزية، أُقر دستور جديد أدى مهمة توطيد بناء الأمة الأرجنتينية. وحتى ذلك الحين، رفضت مقاطعة بوينس آيرس اعتبارها جزءًا من البلاد. على كل حال، بعد حرب أهلية بين جيش مقاطعة بوينس آيرس وجيش الحكومة الكونفيدرالية وانتهاء معركة بافون في 1861 بخروج بوينس آيرس منتصرةً، وضعت بوينس آيرس شروط انضمامها إلى الدستور، وهكذا وُلدت جمهورية الأرجنتين، برئاسة بارتولومي ميتر.

### نظام حكم ليبرالي
من عام 1852 وحتى 1930، جربت الأرجنتين نظام الحكم الليبرالي بحكومة أقلية مرة وحكومة ديمقراطية مرة أخرى.
هيمنت النخبة من ملاك الأراضي على الحكومة بين عامي 1852-1916، وتحكمت في نتائج الانتخابات عن طريق التزوير. بدأت الطبقة الوسطى والطبقة العاملة الناشئة بمعارضة هذا الوضع السياسي المزري. أدى ذلك إلى تأسيس العديد من نقابات العمال والأحزاب السياسية، كان منها «الاتحاد المدني الراديكالي» لتمثيل الطبقة الوسطى. أقر القانون رقم 8871 حق التصويت والاقتراع العام السري والإجباري للرجال، والذي كان يعني دخول الطبقات الوسطى إلى الحكومة، وإزاحة نخبة ملاك الأراضي.

### نظام حكم اشتراكي
منذ ثلاثينيات القرن العشرين، عصفت انقلابات عسكرية بالديمقراطية الأرجنتينية. بعد الحرب العالمية الثانية ورئاسة خوان بيرون، أدت الأزمات الاقتصادية والصناعية المتواصلة إلى صعود الأنظمة العسكرية. وقع انقلاب يميني في 1930 على حكم الرئيس إيبوليتو إيريغوين، وأُجريت انتخابات حُظر حزب الرئيس السابق من المشاركة فيها. مهدت هذه الانتخابات المزعومة إلى نظام الحكم الثلاثي.
استمر الحكم من خلال الانتخابات المزورة حتى العام 1943. تضافر العديد من العوامل، كان منها مقتل العديد من الضباط رفيعي المستوى خلال الحرب العالمية الثانية، ووقع انقلاب عسكري أدى إلى إنهاء نظام الحكم الثلاثي. كان العسكر الحاكمون من أنصار دول المحور، وصاغوا الحكومة على غرار النظام الفاشي الإيطالي.
كان من قادة الانقلاب خوان دومينغو بيرون، الذي كان وزيرًا للعمل والرفاه الاجتماعي. عمل بيرون على تحسين ظروف العمل، ودعم النقابات العمالية ومنحها مناصب حكومية.
أُلقي القبض على بيرون وسُجن لفترة وجيزة، ولكن بعد مظاهرات شعبية عارمة، أُطلق سراحه وانتُخب رئيسًا للبلاد في العام 1946.
شهد عهد بيرون نموًا اقتصاديًا وتحسينًا ملموسًا في ظروف الحياة والعمل. أقرّ حق التصويت للمرأة في العام 1947، وأمّم البنك المركزي، وخدمات الكهرباء، والغاز، والهاتف، والمواصلات، والسكك الحديدية.
أزاحه انقلابٌ عسكري عن الحكم في العام 1955.
تميزت الفترة الثانية من الدولة الاشتراكية في الأرجنتين بعدم الاستقرار الاقتصادي والسياسي.
عاد بيرون إلى السلطة في العام 1973 ليبقى في الحكم سنة واحدة حتى موته في العام التالي. تولت زوجته الثانية منصب الرئاسة. ولكنها لم تكن قادرة على حكم البلاد، فأزاحها انقلاب عسكري من السلطة في العام 1976.

### نظام حكم نيوليبرالي
جثم حكم الدكتاتور خورخه رافائيل فيديلا على الأرجنتين من 1976 حتى تراخيه بعد هزيمة حرب الفوكلاند في 1982، وانتهائه في العام 1983 بانتخاب ديمقراطي وضع الرئيس راؤول ألفونسين في سدة الحكم.
واجه ألفونسين تحديات عدة، بما فيها انتفاضة الجيش، واستقال في العام 1989 قبل انتهاء فترته الرئاسية بستة أشهر.
اتبع خلفُه كارلوس منعم (من العام 1989 – 1999) برنامجًا سياسيًا نيوليبراليًا. جاء بعده الرئيس فيرناندو دي لا روا الذي لم يتمكن من التعامل مع الأزمة الاقتصادية، واستقال في العام 2001.

## الانتخابات والاقتراع

### الانتخابات
تُجرى الانتخابات بشكل منتظم في الأرجنتين منذ استعادة العهد الديمقراطي في العام 1983. ونظرًا لكونها جمهورية فيدرالية، تُجرى في الأرجنتين انتخابات على المستوى الوطني، والمقاطعات، والبلديات، وفي بوينس آيرس.
قبل إجراء الانتخابات العامة، يجب على الأرجنتينيين أن يشاركوا في انتخابات إلزامية لتحديد المتنافسين الذين سيشتركون في الانتخابات العامة. ويجب على الأحزاب السياسية تحقيق نسبة 1.5% على الأقل من الأصوات الصالحة للدخول في الانتخابات العامة.
في العام 2017 ، اعتُمد في الأرجنتين مشروع قانون يوجب المساواة بين الجنسين في الانتخابات الوطنية بغية تحقيق المشاركة المتكافئة في الكونغرس. نص مشروع القانون على أن جميع قوائم المترشحين للكونغرس يجب أن تتناوب بين المرشحين الذكور والإناث، وأنه يجب على نصف قوائم المترشحين للمناصب الحكومية الوطنية أن تتكون من النساء.

### الاقتراع
في الأرجنتين، الاقتراع إلزامي على جميع الأرجنتينيين سواء كانوا مواطنين أصليين أو مجنّسين، ممن هم فوق سن الـ18.
في نوفمبر 2012، أصدرت الحكومة قانونًا جديدًا يمنح حق الاقتراع الاختياري للأرجنتينيين ممن يبلغون 16-18 من أعمارهم.

## الأحزاب السياسية
يوجد في الأرجنتين حزبان سياسيان رئيسيان، هُما: الحزب العدلي، الذي جاء ثمرة لجهود خوان بيرون في أربعينيات القرن العشرين لتوسعة دور العمال في العملية السياسية؛ والآخر هو الاتحاد المدني الراديكالي، الذي تأسس في العام 1891.
بشكل نظري، يحظى حزب الاتحاد المدني الراديكالي بدعم الطبقة الوسطى الحضرية، ويحظى الحزب العدلي بدعم العمال. ولكن اعتبارًا من العام 2011، تبين أن كلا الحزبين له قاعدة شعبية عريضة.
معظم الأحزاب السياسية التي تأسست في العقدين الأخيرين لها أصول مرتبطة بهذين الحزبين اللذين يمكن القول إنهما قد ساهما أيضًا في صياغة الجزء الأكبر من الهويات السياسية لتلك الأحزاب.
تشغل الأحزاب السياسية الأصغر حجمًا مواقع مختلفة على الطيف السياسي، ويقتصر نشاط عدد منها في مقاطعات محددة.